# Miss Suriname
Miss Suriname è un concorso di bellezza femminile che si tiene annualmente nel Suriname, sin dagli anni sessanta. La vincitrice del concorso rappresenta il Suriname a Miss Mondo, mentre la seconda generalmente rappresenta la nazione a Miss Universo.

## Albo d'oro

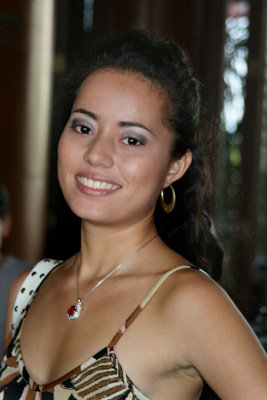
Charisse Melany Moll, Miss Suriname 2007.

| Anno | 1ª classificata (Rappresentante per Miss Mondo) | 2ª classificata (Rappresentante per Miss Universo) |
| ---- | ----------------------------------------------- | -------------------------------------------------- |
| 1961 | Kitty Essed                                     |                                                    |
| 1963 | Virginia Blanche Hardjo                         |                                                    |
| 1964 | Norma Dorothy Tin Chen Fung                     |                                                    |
| 1965 | Anita van Eyck                                  |                                                    |
| 1966 | Linda Haselhoef                                 |                                                    |
| 1981 | Joan Boldewijn                                  |                                                    |
| 2007 | Charisse Melany Moll                            |                                                    |
| 2009 | Zoureena Rijger                                 |                                                    |
| 2010 | Jo-ann Jie Foeng Sang                           | Sanchita Kromodirjo                                |